# Anita Dobson
Anita Dobson, född 29 april 1949 i London, är en brittisk skådespelare. Dobson är utbildad på Webber Douglas Academy of Dramatic Arts i London. Hon nominerades år 2003 till en Laurence Olivier Theatre Award för bästa skådespelerska. 
Anita Dobson är gift med musikern Brian May.

## Filmografi i urval
- 1983 – Agatha Christie's Partners in Crime (TV-serie)
- 1998 - Darkness Falls
- 2021 – Kommissarie Venn (TV-serie)